# Palác Ringhoffer
Palác Ringhoffer se nachází v Praze na Novém Městě, v ulici Politických vězňů. Budova v novorenesančním slohu byla postavena v roce 1871 podle projektu Vojtěcha Ignáce Ullmanna stavitelem Františkem Havlem. Stavebníkem byl František Ringhoffer II. (1817–1873), železniční podnikatel, starosta Smíchova a poslanec Českého zemského sněmu. V téže době založil Velkopopovický pivovar, ale v roce 1873 po krátké nemoci zemřel. Ze stejného období jako Palác Ringhoffer pochází i dvě další novorenesanční budovy – sousední Schebkův palác, postavený pro železničního stavitele a podnikatele Jana Schebka (architekt Vojtěch Ignác Ullmann, stavitel František Havel, 1870–1873) a Budova Ředitelství Buštěhradské dráhy (architekt Vojtěch Ignác Ullmann, 1871–1874).
Kromě sídla Františka Ringhoffera budova sloužila jako nájemní dům. V roce 1914 ji získala Banka stavebních živností a průmyslu, palác prošel secesní přestavbou (architekt a podnikatel František Kavalír, 1914–1920) a sloužil jako reprezentativní bankovní sídlo. V současnosti (2020) se v přízemí nachází restaurace Kantýna z řetězce Ambiente. V paláci sídlí také České literární centrum, státní instituce sloužící k systematické propagaci české literatury a knižní kultury primárně v zahraničí.

## Dřívější historie místa
Ve středověku, v době Karla IV. se v místě dnešního Paláce Ringhoffer se nacházela zahrada a ulice se jmenovala Angelova podle dvorního lékárníka Angela z Florencie. Později zde stál dům hraběte Josefa Bredy, královského hejtmana pro Staré Město pražské; ulice se podle něj jmenovala Bredovská. Koncem 18. století dům patřil zednářské lóži U tří korunovaných hvězd, která zde provozovala sirotčinec. Po jeho přestěhování v roce 1868 budovu získali František Ringhoffer a Jan Schebek, budova byla zbořena a na jejím místě postaven Palác Ringhoffer.